# پرنده‌های شکاری (فیلم ۱۹۳۰)
پرنده‌های شکاری (انگلیسی: Birds of Prey) فیلمی در ژانر درام است که در سال ۱۹۳۰ منتشر شد.